# Tourisme dans la Manche
Le tourisme dans la Manche est le troisième secteur d'activité du département (chiffre d'affaires de 500 millions d'Euros en 2006) après l'agroalimentaire et le bâtiment.
La Manche accueille de nombreux touristes sur ses plages et dans ses paysages multiples et contrastés (landes, marais, bois, falaises escarpées, plaines, campagne). Le département, qui recouvre la majeure partie du Cotentin, est riche en monuments civils, militaires et religieux liés à l'histoire de la Normandie.

## Principaux sites touristiques de la Manche
En 2010 :
Pour les sites payants (estimation nombre d'entrées payantes)  :
1. Abbaye du Mont-Saint-Michel : 1 277 721
2. Cité de la Mer : 194 110
3. Musée Airborne de Sainte-Mère-Église : 180 827
4. Reptilarium du Mont Saint-Michel à Beauvoir : 116 910
5. Zoo de Champrepus : 114 870
6. Traversée de la Baie du mont Saint-Michel : 106 010
7. Manoir du Tourp à Omonville-la-Rogue : 69 938
8. Musée du Débarquement à Sainte-Marie-du-Mont : 62 309
9. Tour Vauban et Musée maritime de l'Île Tatihou : 59 698
10. Fonderie Cornille-Havard à Villedieu-les-Poêles : 52 908
11. Musée Christian Dior à Granville : 47 589
12. Le Village Enchanté à Bellefontaine : 42 000
13. Le Roc des Harmonies à Granville : 36 915
14. Phare de Gatteville : 36 185

Pour les sites naturels non payants (estimation nombre de fréquentations non payantes) :
1. Le Bec d’Andaine à Genêts : 126 000/161 000
2. Le Nez de Jobourg : 136 000/151 000
3. Le Cap de la Hague à Goury (Auderville) : 108 000/132 000
4. La Grande Cascade à Mortain : 48 000/52 000
5. Les dunes d’Annoville : 27 000/49 000
6. La Fosse-Arthour à Saint-Georges-de-Rouelley : 29 500/32 500
7. Landemer à Urville-Nacqueville : 28 200/29 700
8. Roches de Ham à Brectouville : 23 000/26 000 (hors sentier de randonnée)
9. Les dunes de Lindbergh à Saint-Lô-d'Ourville : 23 000/28 000
10. La forêt de Cerisy à Cerisy-la-Forêt : 20 000/25 000[réf. nécessaire]

Pour les autres sites non payants (estimation nombre de fréquentations non payantes) :
1. Mont Saint Michel : 2 800 000
2. La Maison du Biscuit : 500 000

## Offre d'hébergement
| Capacité d'hébergement en nombre de lits |         |
| Hôtellerie classée                       | 7 374   |
| Campings                                 | 51 272  |
| Meublés                                  | 7 167   |
| Chambres d'hôtes                         | 1 997   |
| Résidences de Tourisme                   | 100     |
| Village de vacances                      | 1 563   |
| Maisons familiales                       | 368     |
| Auberges de jeunesse                     | 257     |
| Autres                                   | 11 140  |
| Total hébergement marchand               | 81 238  |
| Résidences secondaires                   | 181 685 |
| Total Hébergement                        | 262 923 |

## Tourisme historique
- L’abbaye Blanche à Mortain
- L'abbaye de Hambye

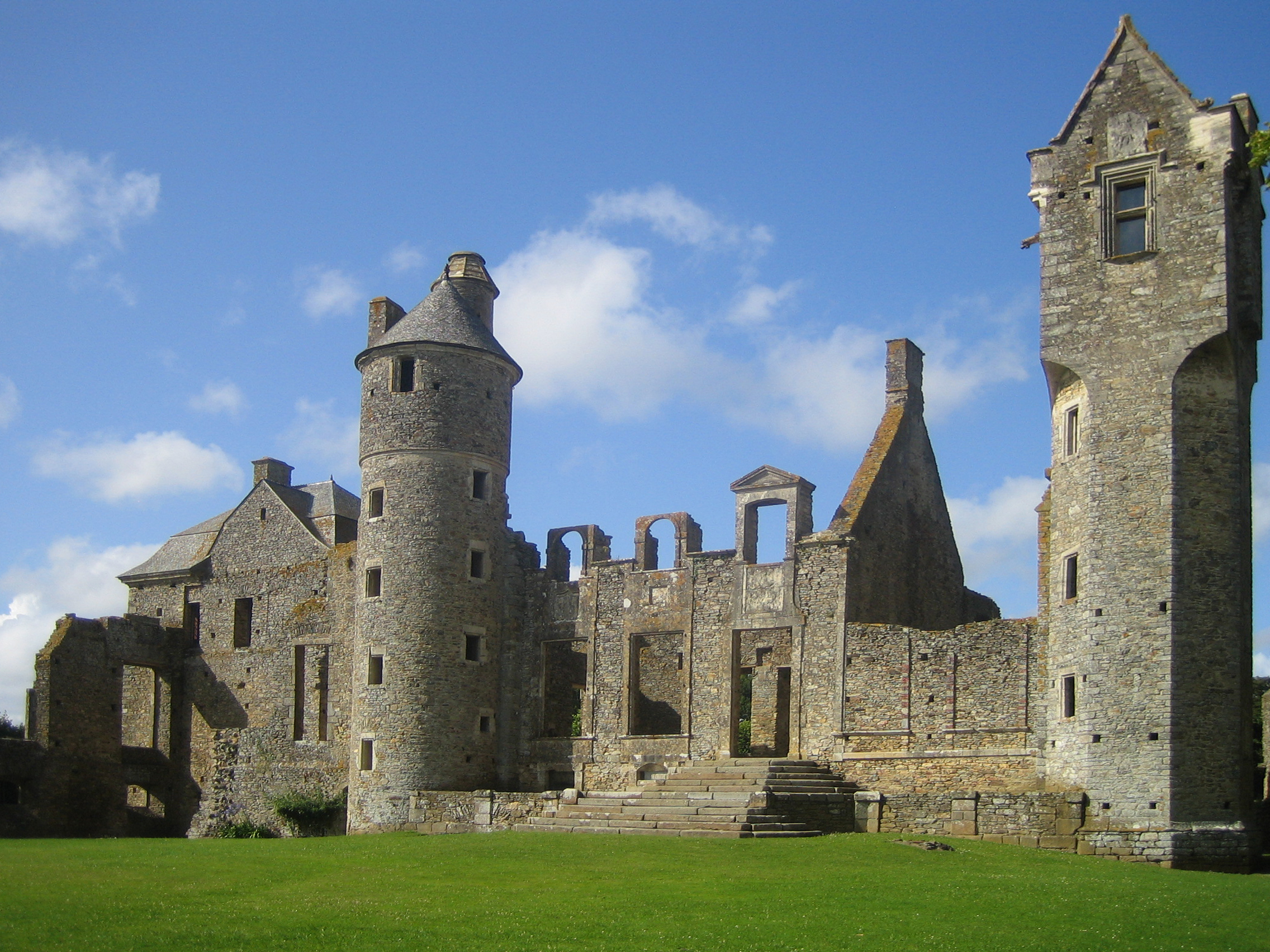
Le château de Gratot, à Gratot

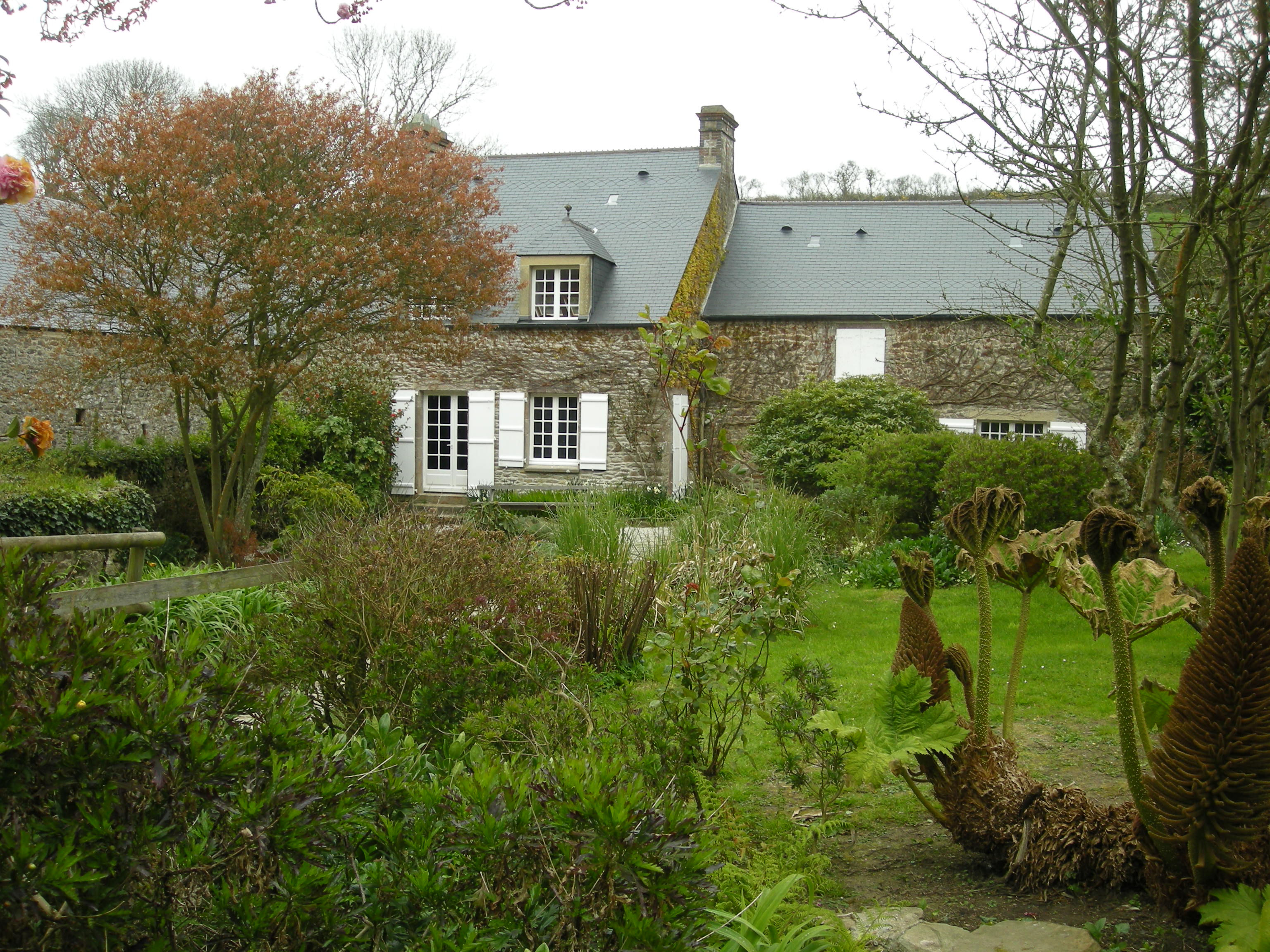
La Maison Jacques Prévert à Omonville-la-Petite

- L'abbaye de La Lucerne à La Lucerne-d'Outremer
- La batterie d'Azeville
- La cathédrale Notre-Dame de Coutances
- Le château de Bricquebec
- Le château de Gratot
- Le château de Pirou
- Le château médiéval de Regnéville
- Le château de Nacqueville
- La collégiale Saint-Évroult et son trésor à Mortain
- L'ermitage Saint-Gerbold à Gratot
- Le fort du Cap Lévi à Fermanville
- Les fours à chaux du Rey - Musée Maritime de Regnéville
- La Grande Maison de Bricquebosq
- La Maison Jacques Prévert à Omonville-la-Petite
- La maison natale Jean-François Millet à Gréville-Hague
- Le mont Saint-Michel et son abbaye
- Le musée Christian Dior à Granville
- Le musée maritime sur l'île de Tatihou
- Le musée régional de la poterie de Ger
- Le Parc-Musée du Granit de Saint-Michel-de-Montjoie
- Le phare de Gatteville
- Les plages du débarquement d'Utah Beach

## Tourisme gastronomique
De plus en plus, la gastronomie normande attire les touristes à la recherche de « produits du terroir » tels que camembert, le calvados... Le tourisme à la ferme se développe beaucoup.
- Ferme-musée du Cotentin à Sainte-Mère Église
- Maison de la Pomme et de la Poire à Barenton
- Musée du cidre, de l'eau de vie et des vieux métiers à Valognes
- Maison du biscuit à Sortosville en Beaumont

## Tourisme écologique
- Le Parc naturel régional des Marais du Cotentin et du Bessin, sur la Douve, la Taute et la Vire ;
- Traversée de la baie du Mont Saint-Michel au départ de Genêts;
- L'écomusée de la baie du mont Saint-Michel;
- Le site des cascades de Mortain, plus grandes cascades du Massif armoricain, présence d'une fougère très rare protégée au niveau national[réf. nécessaire].
- La Mare de Vauville ;

## Tourisme industriel
- La Cité de la Mer à Cherbourg : parc scientifique et ludique qui abrite notamment le sous-marin Le Redoutable.